# Ammocharis angolensis
Ammocharis angolensis là một loài thực vật có hoa trong họ Amaryllidaceae. Loài này được John Gilbert Baker mô tả khoa học đầu tiên năm 1878 dưới danh pháp Boophone angolensis. Năm 1939 Edgar Wolston Bertram Handsley Milne-Redhead & Herold Georg Wilhelm Johannes Schweickerdt chuyển nó sang chi Ammocharis.